# حسن‌آباد (نصرآباد)
حسن آباد روستایی در دهستان کاریزان بخش نصرآباد شهرستان تربت جام استان خراسان رضوی ایران است.

## جمعیت
بر پایه سرشماری عمومی نفوس و مسکن در سال ۱۳۹۵ جمعیت این روستا ۹۸۵ نفر (در ۲۵۳ خانوار) بوده است.